# Konstadínos Gatsioúdis
Konstadínos Gatsioúdis (en grec moderne : Κωνσταντίνος "Κώστας" Γκατσιούδης, né le 17 décembre 1973 à Didymotique) est un athlète grec, spécialiste du lancer du javelot.

## Biographie
Mesurant 1,89 m pour 95 kg, il battit un record du monde junior en 1990 et 8 records de Grèce, dont un en qualifications aux Jeux olympiques de 1996. Il remporta les Jeux méditerranéens en 1997 et fut 3e en Coupe d'Europe en 1999.
Médaille d'argent et deux fois médaille de bronze lors des Championnats du monde.
Son meilleur lancer est de 91,69 m à Kuortane le 24 juin 2000.

### Palmarès
| Date | Compétition                   | Lieu     | Résultat | Performance |
| ---- | ----------------------------- | -------- | -------- | ----------- |
| 1990 | Championnats du monde juniors | Plovdiv  | 6e       | 69,90 m     |
| 1992 | Championnats du monde juniors | Séoul    | 3e       | 75,92 m     |
| 1996 | Jeux olympiques               | Atlanta  | 10e      | 81,46 m     |
| 1997 | Jeux méditerranéens           | Bari     | 1er      | 89,22 m     |
| 1997 | Championnats du monde         | Athènes  | 3e       | 86,64 m     |
| 1999 | Championnats du monde         | Séville  | 2e       | 89,18 m     |
| 2000 | Jeux olympiques               | Sydney   | 6e       | 86,53 m     |
| 2001 | Championnats du monde         | Edmonton | 3e       | 89,95 m     |

### Records
| Épreuve           | Performance | Lieu     | Date         |
| ----------------- | ----------- | -------- | ------------ |
| Lancer du javelot | 91,69 m     | Kuortane | 24 juin 2000 |